# Glyptometra lata
Glyptometra lata is een haarster uit de familie Charitometridae.
De wetenschappelijke naam van de soort werd in 1907 gepubliceerd door Austin Hobart Clark.